# Gaius Charles
Gaius Charles (Manhattan, Nueva York; 2 de mayo de 1983) es un actor de cine, televisión y teatro estadounidense, más conocido por interpretar a Brian "Smash" Williams en la serie de televisión del canal NBC Friday Night Lights.

## Biografía

### Inicios
Charles nació el 2 de mayo de 1983 en Manhattan, Nueva York. Después vivió en Queens y más tarde se trasladó a Teaneck, Nueva Jersey con su familia mientras estaba en la primaria. Creció en la casa donde vivió el compositor Alan Silvestri, se graduó en el Instituto Teaneck en 2001. Estudió en la Universidad de Bellas Artes Carnegie Mellon University, donde obtuvo la licenciatura de Arte Dramático y actuó en producciones como Candide, The Wild Party y Spunk, la primera producción de la universidad con un reparto con gente de color. Apareció en Romeo y Julieta como Mercutio en el Princenton Rep Shakespeare Festival y también estudió en el Instituto Nacional de Arte Dramático en Sídney, Australia.

### Carrera
Charles fue estrella invitada en un episodio de The Book of Daniel y en un episodio de Law & Order: Special Victims Unit. Asistió a alrededor de 250 audiciones antes de obtener un papel principal en el elenco de Friday Night Lights como Brian "Smash" Williams. La noche antes de su audición en Friday Night Light, se torció el tobillo y terminó en el servicio de emergencias de un hospital, lo que él tomó como una señal: “Dios me dice que me debo preparar para esto", a pesar de que él tenía la intención de hacer "una especie de improvisación". Cuando obtuvo el papel, comenzó a ver fútbol, escuchar música rap de Tejas y leer acerca de famosos corredores, y también se interesó por la evolución económica de Tejas. Dejó la serie como personaje principal en la segunda temporada, y sólo tuvo un papel recurrente en la tercera temporada.
Desde su salida de Friday Night Lights, Charles ha aparecido en varias producciones teatrales, incluyendo Broke-ology al Williamstown, Massachusetts' Theatre Festival. Terminó el rodaje de Toe to Toe y The Messenger en 2009, y ha aparecido, en roles más pequeños, en dos películas estrenadas en 2010, en Takers como Max y en Saltas como agente de la CIA. Y en  Marvel's Agents of S.H.I.E.L.D.  en el episodio “Guardianes” como Ruben, el hermano menor del agente Makenzie. Recientemente, Charles consiguió un papel recurrente como el Dr. Shane Ross en la novena temporada de Anatomía de Grey.

### Vida personal
El nombre de pila de Charles, Gaius, es un homenaje al nombre de Gaius Julius Caesar y también a uno de los primeros discípulos de Jesus, Gaius, a quien se dirige la Tercera Epístola de Juan. En 2007 dijo de su nombre: "Es tan único que creo que cuando eres niño no lo aprecias. Pero a medida que fui creciendo, la gente ha llegado a reaccionar positivamente y a apreciarlo realmente por ser tan inusual..."
Charles es cristiano. Después de su temporada en Friday Night Lights, dejó la actuación con el fin de obtener el título en teología de la Universidad de Drew. Los intereses de Charles incluyen la oratoria, el boxeo, la aviación y la escritura.

## Filmografía

### Cine y televisión
| Año         | Película                          | Papel                          | Notas                                                         |
| ----------- | --------------------------------- | ------------------------------ | ------------------------------------------------------------- |
| 2006        | The Book of Daniel                | Carver                         | Episodio "Betrayal"                                           |
| 2006-2008   | Friday Night Lights               | Brian "Smash" Williams         | 41 episodios                                                  |
| 2007        | Law & Order: Special Victims Unit | Jadan Odami                    | Episodio "Fight"                                              |
| 2009        | The Messenger                     | Recruiter Brown                |                                                               |
| 2009        | Toe to Toe                        | Kevin                          |                                                               |
| 2010        | Salt                              | CIA Officer                    |                                                               |
| 2010        | Takers                            | Max                            |                                                               |
| 2011        | Pan Am                            | Joe                            | Episodio "Truth or Dare"                                      |
| 2012        | NCIS                              | Baltimore Detective Jason King | Episode "Rekindled"                                           |
| 2012        | Necessary Roughness               | Damon Razor / Bryce Abbot      | Episode "Wide Deceiver"                                       |
| 2012 - 2014 | Anatomía de Grey                  | Dr. Shane Ross                 | Papel recurrente (temporada 9) Papel principal (temporada 10) |
| 2016        | Marvel Agents Of S.H.I.E.L.D      | Ruben Mackenzie                | Episode "Watchdogs"                                           |
| 2020        | Roswell, New Mexico               | Bronson                        | Elenco recurrente (temporada 2)                               |
| 2021        | The Wonder Years                  | Mr. Brady                      |                                                               |
| 2022        | Queens                            | Tomas                          |                                                               |
| 2023        | The Walking Dead: Dead City       | Perlie Armstrong               |                                                               |